# Fontaneda

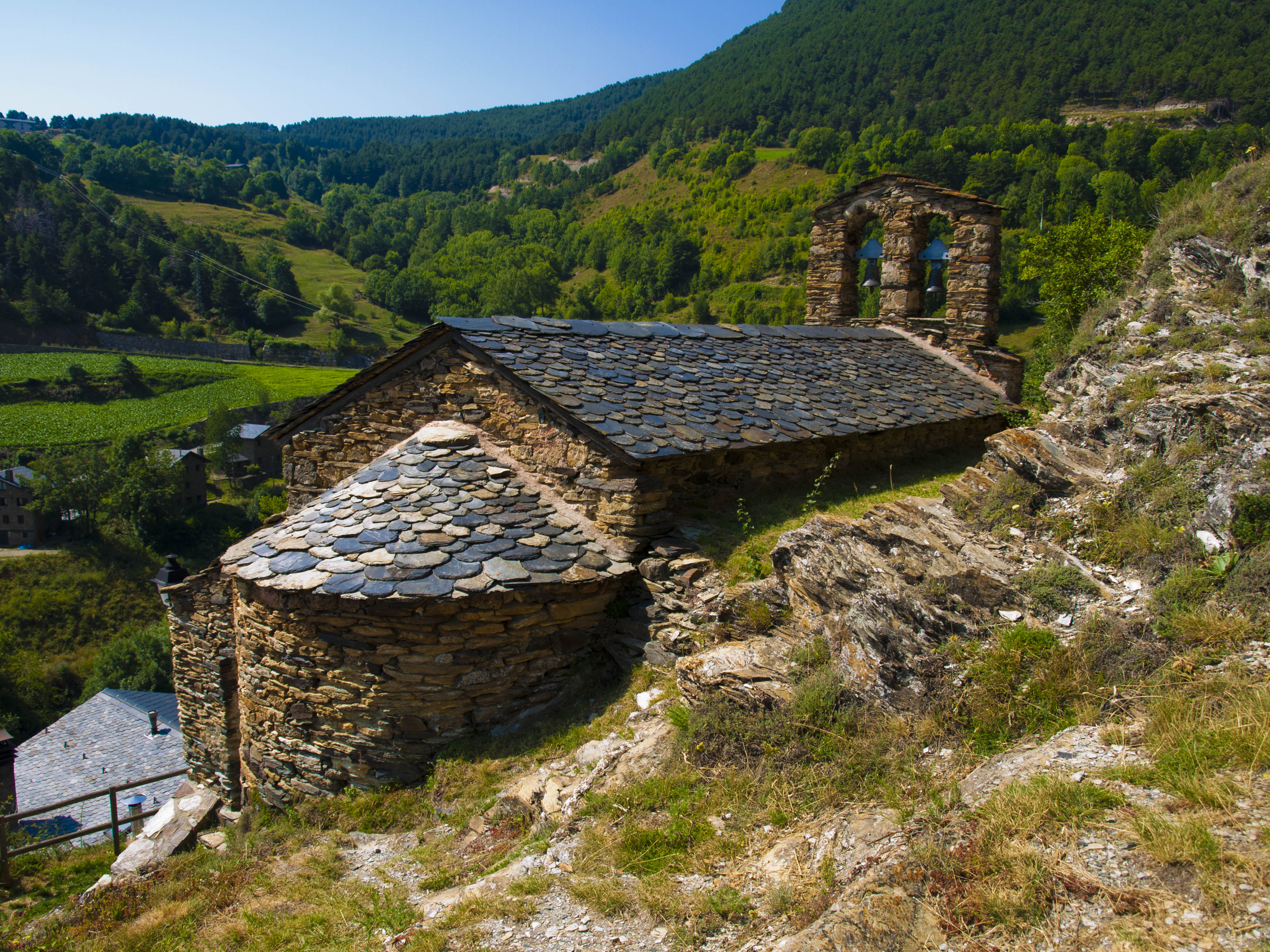
Die Kirche Sant Miquel de Fontaneda in dem Dorf

Fontaneda ist ein Dorf in der Gemeinde Sant Julià de Lòria in Andorra. Bei der Volkszählung 2024 hatte es 125 Einwohner.
Das Dorf beherbergt die zwischen dem 11. und 12. Jahrhundert nach Christus erbaute Kirche Sant Miquel de Fontaneda in einem für die andorranische Architektur typischen Stil. Der Name leitet sich vom lateinisch fons, fontis, „Quelle“ ab.

## Geographie
Fontaneda liegt auf einer Höhe von 1300 Metern. Wie Aixirivall, Auvinyà, Certés und Nagol gehört Fontaneda zu den Dörfern, die nicht innerhalb, sondern oberhalb des Valira-Tals angesiedelt sind. Es wird vom Fluss des Gran de la Quera-Kanals und von anderen nahe gelegenen Bächen durchquert. Das Dorf ist über die Straße CS-140 von der Stadt Sant Julià de Lòria erreichbar.